# Ailly-sur-Noye
Ailly-sur-Noye ist eine französische Gemeinde mit 2669 Einwohnern (Stand 1. Januar 2022) im Département Somme in der Region Hauts-de-France. Sie gehört zum Arrondissement Montdidier und zum Kanton Ailly-sur-Noye. Die Stadt liegt im Tal des Flusses Noye.

## Geschichte
1965 wurden die Orte Berny-sur-Noye und Merville-au-Bois eingemeindet.
| Bevölkerungsentwicklung | Bevölkerungsentwicklung | Bevölkerungsentwicklung | Bevölkerungsentwicklung | Bevölkerungsentwicklung | Bevölkerungsentwicklung | Bevölkerungsentwicklung | Bevölkerungsentwicklung |
| ----------------------- | ----------------------- | ----------------------- | ----------------------- | ----------------------- | ----------------------- | ----------------------- | ----------------------- |
| Jahr                    | 1962                    | 1968                    | 1975                    | 1982                    | 1990                    | 1999                    | 2009                    |
| Einwohner               | 1931                    | 2008                    | 2134                    | 2596                    | 2647                    | 2643                    | 2764                    |

## Sehenswürdigkeiten
- Kirche Saint-Martin d’Ailly (1898) mit dem Grab von Jean de Luxembourg und Jacqueline de la Tremoille (15. Jahrhundert)

## Gemeindepartnerschaft
Partnergemeinde von Ailly-sur-Noye ist die deutsche Gemeinde Überherrn im Saarland.